# سفارت اوکراین در ورشو
سفارت اوکراین در ورشو (به لاتین: Embassy of Ukraine) یک منطقهٔ مسکونی و نمایندگی سیاسی این کشور در لهستان است که در ورشو واقع شده‌است.